# Bromberg (Schönbuch)

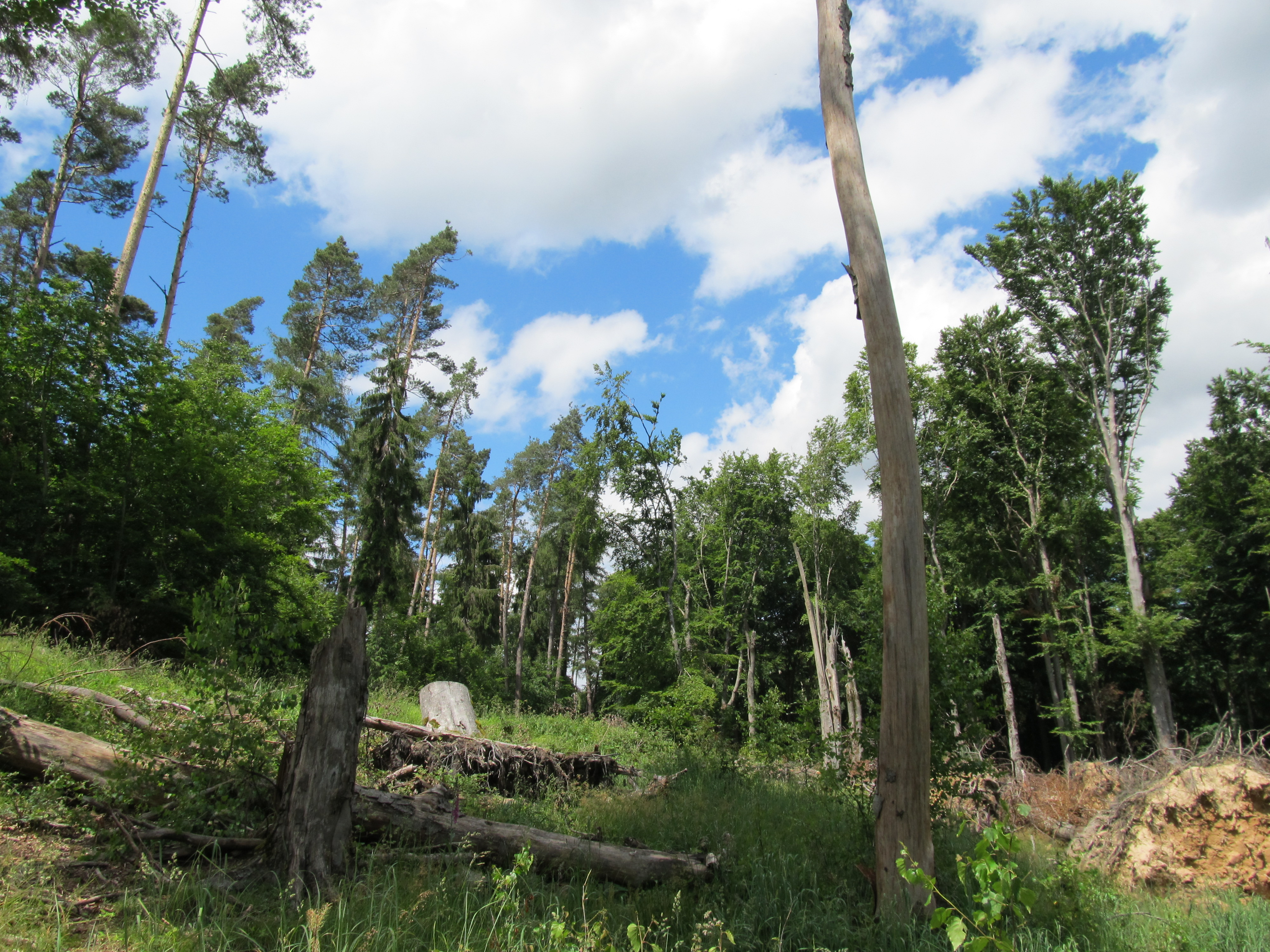
Bromberg: Wald mit Lichtung bei der ehemaligen Einsiedelei

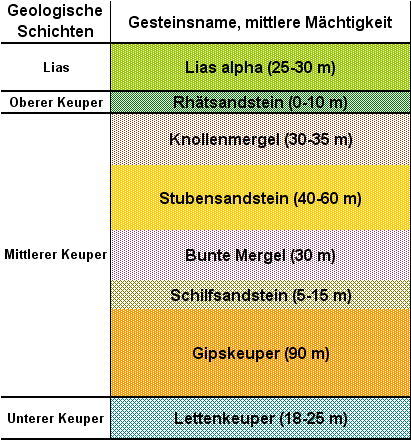
Schichtfolge im Schönbuch

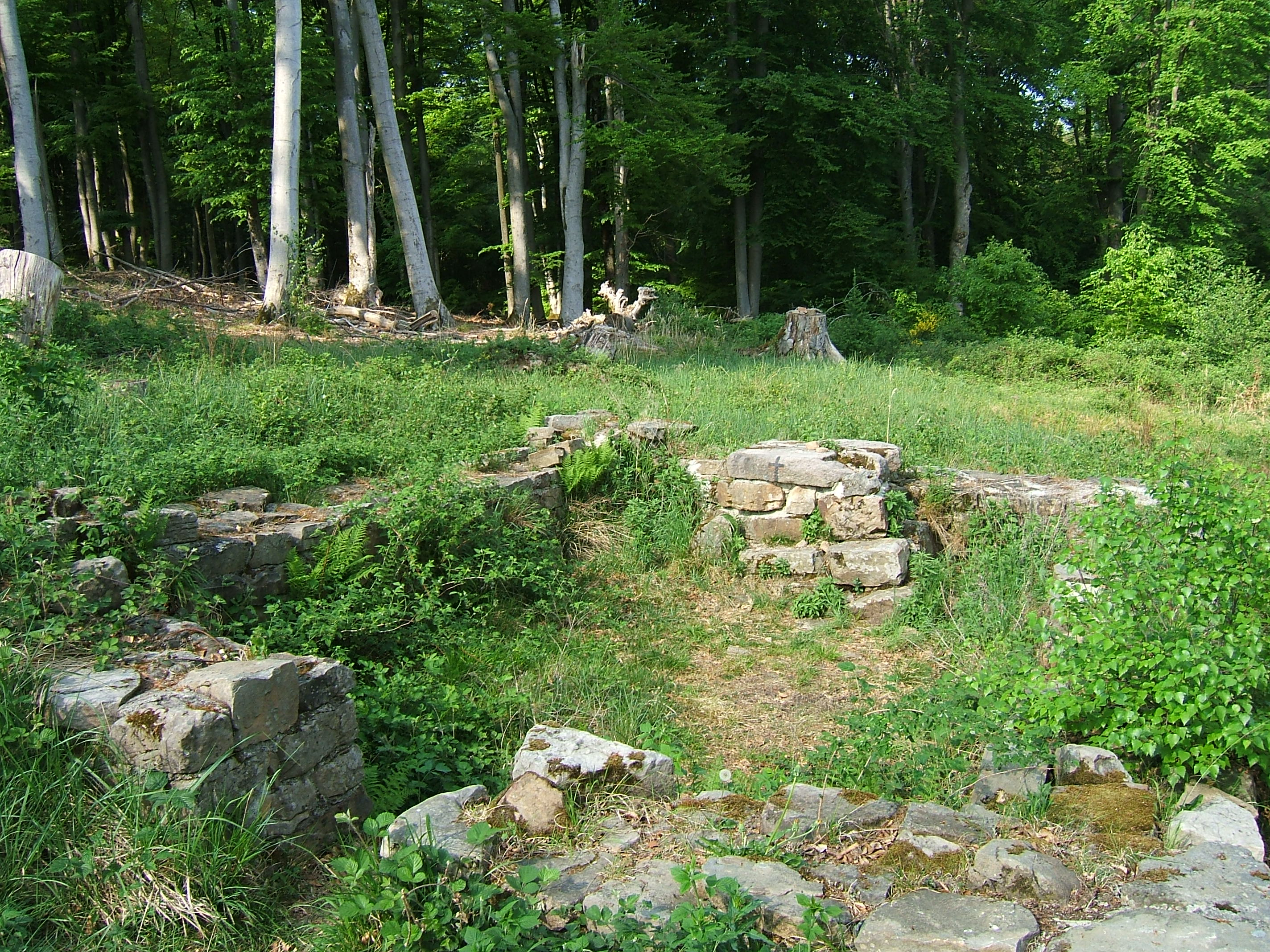
Kapelle der Einsiedelei mit Altar auf dem Bromberg

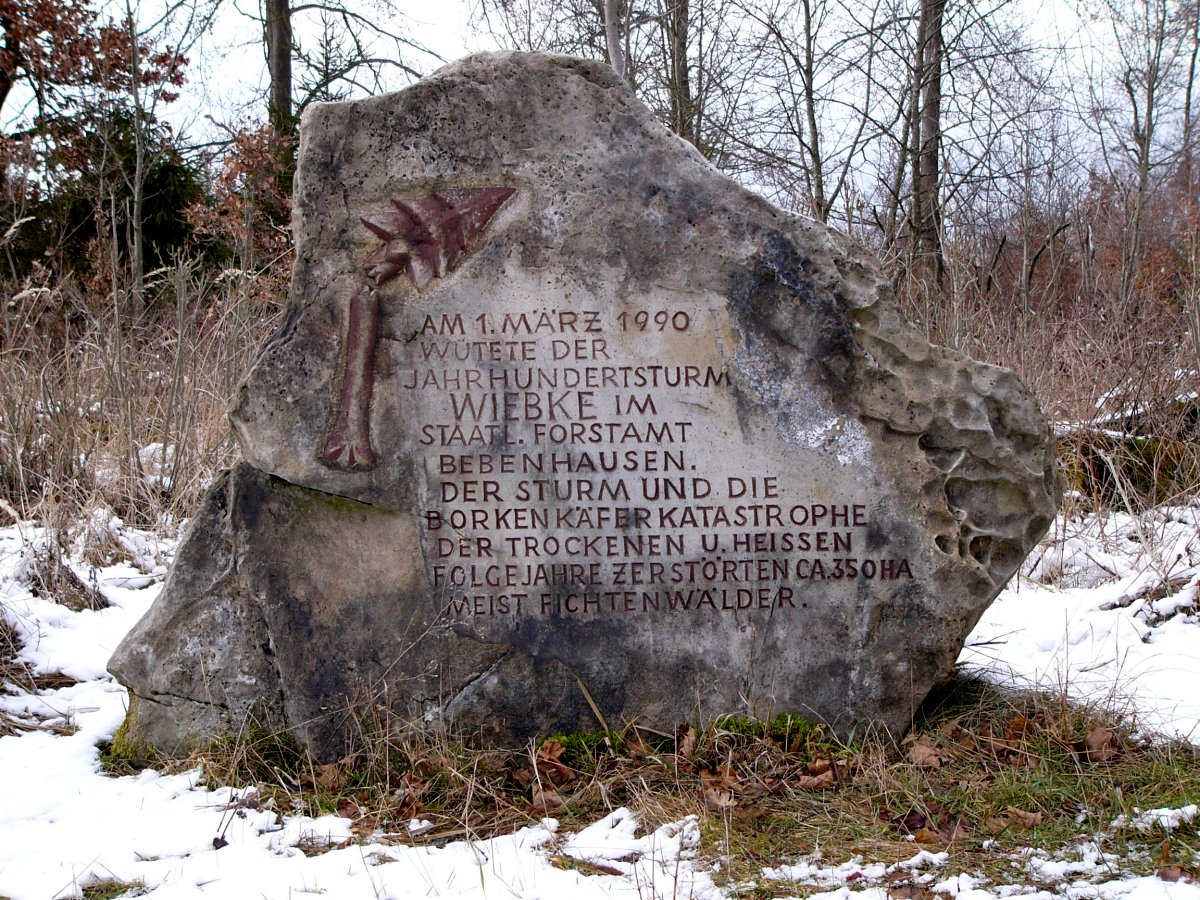
Gedenkstein auf dem Bromberg zur Erinnerung an Orkan Wiebke

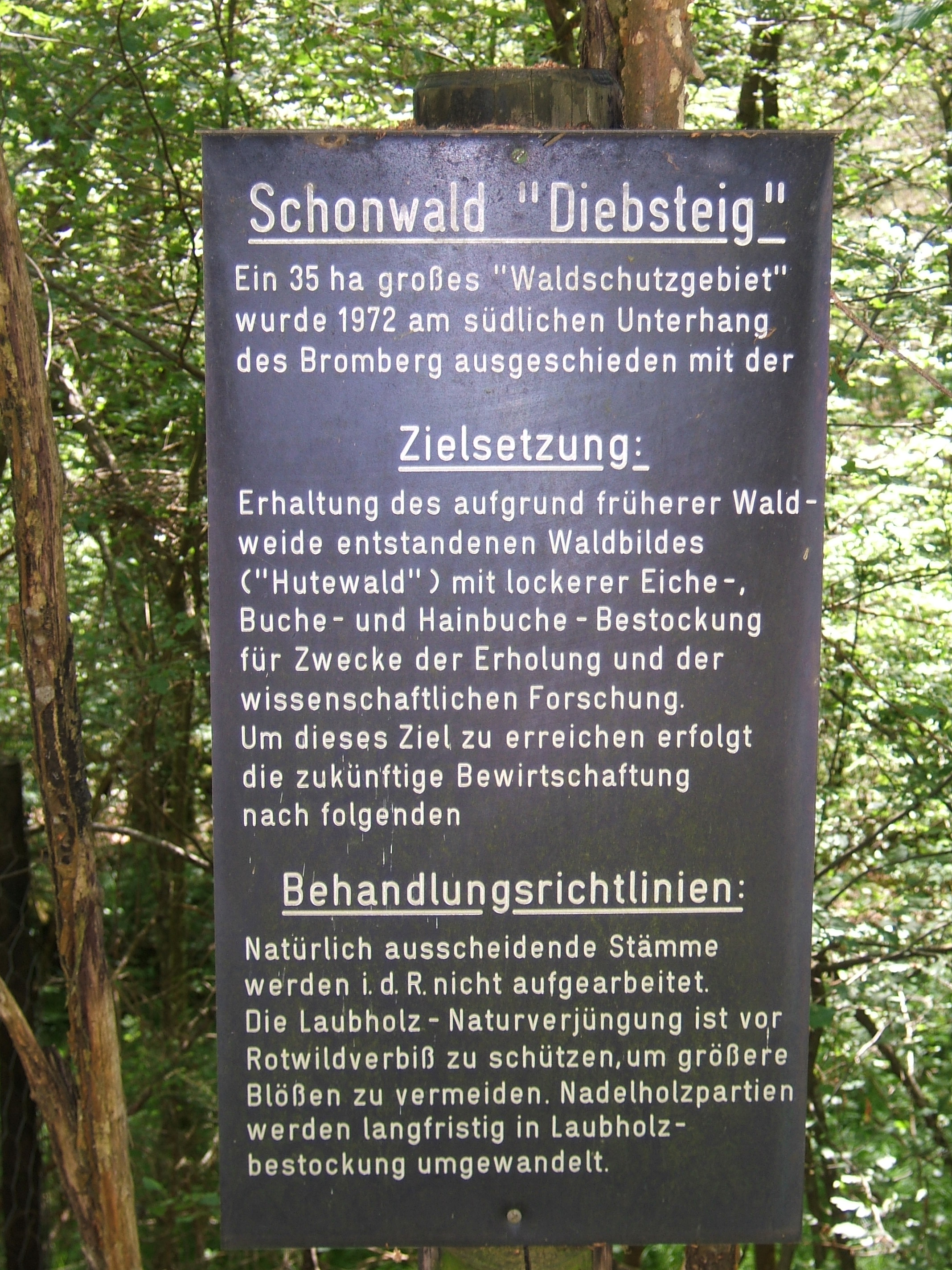
Infotafel Schonwald Diebsteig am Bromberg

Der Bromberg nahe Altdorf im Landkreis Böblingen ist mit 583,6 m ü. NHN die höchste Erhebung im Schönbuch, einem bergigen Waldgebiet des süddeutschen Keuperberglands in Baden-Württemberg.
Der überwiegend bewaldete Bergrücken des Brombergs liegt im Westteil des Schönbuchs, gänzlich innerhalb der Grenzen des Naturparks Schönbuch, und erstreckt sich auf etwa vier Kilometer Länge von Nordwest nach Südost. Auf der Südseite fällt der Berg recht steil ins 150 Meter tiefer liegende Goldersbachtal ab. Dagegen ist er von Norden gesehen, von Altdorf, wenig markant.
Die Bromberghochfläche wird durch eine Deckschicht aus Rhätsandstein gebildet. Auf der Südseite schneidet das Goldersbachtal alle Keuperschichten bis zum Schilfsandstein an. Die Vegetation der Hochfläche erinnert an die Hochlagen des Nordschwarzwaldes.

## Geographie

### Lage
Der Bromberg erhebt sich im Schönbuch-Zentrum auf etwa halber Luftlinie zwischen Entringen im Südwesten und Weil im Nordosten. Seine höchste Stelle liegt rund vier Kilometer südlich der Dorfmitte des auf der Schönbuchlichtung gelegenen Altdorf, von wo das Gelände allmählich zur Bergkuppe ansteigt.
Auf dem Übergangsbereich vom Bromberg zum nordwestlich anschließendem Kirnberg (558,9 m) entspringt nahe dem Waldweg Eselstrittweg der von dort ostnordostwärts abfließende Aich-Zufluss Schaich. Zwischen dem Bromberg und dem 1,6 km südlich gelegenen Steingart (566,1 m), dem zweithöchsten Berg im Schönbuch, fließt als rechter Quellbach des Goldersbachs etwa in West-Ost-Richtung der Große Goldersbach. Zwischen beiden Bergen hat sich der Bach an der ihn überspannenden Forstweg- und Fußgängerbrücke Diebsteigbrücke (428,5 m), gemessen von der Brombergkuppe bis zum Bachbett, bisher etwa 155 Meter tief in die Landschaft eingegraben. Östlich vorbei am Bromberg fließt mit dem vom Ochsenbach gespeisten Kleinen Goldersbach der linke Quellbach des Goldersbachs. Sie alle gehören zum Einzugsgebiet des Neckars.
Weil keine Straßen zum Bromberg führen, ist er ausschließlich auf Waldwegen zu erreichen. Auf der Brombergebene steht nahe dem Schneiderweg ein Wasserbehälter.

### Naturräumliche Zuordnung
Der Bromberg gehört in der naturräumlichen Haupteinheitengruppe Schwäbisches Keuper-Lias-Land (Nr. 10), in der Haupteinheit Schönbuch und Glemswald (104) und in der Untereinheit Schönbuch (104.1) zum Naturraum Südlicher Schönbuch (104.12). Nach Norden fällt die Landschaft in den Naturraum Holzgerlinger Platte (104.14) ab.

## Geologie
Wie für die höheren Erhebungen des westlichen Schönbuchs typisch, wird die oberste Schicht durch den verhältnismäßig widerstandsfähigen Rhätsandstein gebildet. Nur an wenigen Stellen liegt darauf noch die unterste Schicht des Jura, der Schwarze Jura. Das südlich gelegene Goldersbachtal schneidet alle Keuperschichten bis zum Gipskeuper an. Am Südhang des Brombergs folgen von oben gesehen zunächst ein recht kurzer Abschnitt Knollenmergel, dann recht ausgedehnte Hangflächen mit Stubensandstein und schließlich die Oberen und Unteren Bunten Mergel an den Hängen oberhalb des Talbodens.
An der Nordseite des Brombergs erstreckt sich die sogenannte Brombergspalte, eine von Hildrizhausen bis Bebenhausen verlaufende Störung. An dieser wichtigen tektonischen Bruchlinie ist die nördliche Schönbuchscholle gegenüber der höheren südlichen so stark abgesenkt, dass in den tieferen, nördlichen Lagen die geologisch jüngeren Schichten des Schwarzen Jura großflächig erhalten geblieben sind. Diese zum Teil mit einer Lösplatte bedeckten Böden sind sehr fruchtbar und dürften schon früh gerodet worden sein. Dort liegen heute die zur sogenannten Schönbuchlichtung zählenden Orte Hildrizhausen, Altdorf, Holzgerlingen und Weil im Schönbuch.

## Geschichte
Am Südostende der Brombergebene befinden sich nebst dortigem Kapellbrunnen auf rund 510 m die Reste einer Einsiedelei (Eremitage), ehemalige Kapelle genannt. Sie stammt aus dem Spätmittelalter (13. bis 15. Jahrhundert), wurde laut vor Ort stehender Infotafel nach Einführung der Reformation im Herzogtum Württemberg (ab 1534) verlassen und bestand aus einer Klause (kleines Wohngebäude von Mönch, Nonne oder Eremit) und einer Kapelle. Im Jahr 1974 wurden deren aus anstehendem Rhätsandstein aufgeschichtete Mauern freigelegt.
Der Bromberg ist Teil des 1972 gegründeten Naturparks Schönbuch.
Bis zu seiner Zerstörung durch einen Sturm Ende 1888 bestand ein paar Jahrzehnte lang ein zwischen zwei hohe Bäume an der höchsten Stelle des Brombergs hineingebauter Aussichtsturm-Ersatz „Zwei Eichen“, von wo aus man vor allem sehr weit in den Schwarzwald hineinsah.
Am 28. Februar und 1. März 1990 zog der Orkan Wiebke unter anderem durch Deutschland und hinterließ Schäden im Schönbuch. Laut der Inschrift eines auf dem Bromberg am Waldweg Weinweg aufgestellten Gedenksteins zerstörten der Jahrhundertsturm Wiebke, der am 1. März im staatlichen Forstamt Bebenhausen wütete, und die Borkenkäferkatastrophe der trockenen und heißen Folgejahre, so steht es dort wörtlich, ca. 350 Hektar (ha) meist Fichtenwälder.
Am 26. Dezember 1999 zog der Orkan Lothar unter anderem durch Deutschland. Er fiel noch stärker als Wiebke aus, verursachte im Schönbuch, so auch am Bromberg, starken Windbruch und beschädigte die Überreste der hiesigen Einsiedelei stark. Nach einer durch die Eberhard Karls Universität Tübingen im Auftrag des Landesdenkmalamts Baden-Württemberg durchgeführten Untersuchung konnten 2004 die Überreste der Klause steingerecht wiederhergestellt werden.

## Schutzgebiete
Der Bromberg gehört komplett zum nordwestlichen Bereich des mehrteiligen, 2005 ausgewiesenen und 112,4713 km² großen Fauna-Flora-Habitat-Gebiets Schönbuch (FFH-Nr. 7420-341) und zum mehrteiligen, seit 2007 existierenden und 153,6203 km² großen Vogelschutzgebiet Schönbuch (VSG-Nr. 7420-441). Auf dem Berg liegt ein Großteil des 1961 ausgewiesenen und 36,82 km² großen Landschaftsschutzgebiets Schönbuch (CDDA-Nr. 324243; LSG-Nr. 1.15.016).
Auf dem Südhang des Brombergs, auf seiner unterhalb des Falkenkopfs (532,2 m) gelegenen Flanke zum Großen Goldersbach, liegt seit 1972 der 33,9 ha große Schonwald Diebsteig (Gebiets-Nr. 200011). Zielsetzung dieses Waldschutzgebiets ist die Erhaltung des aufgrund früherer Waldweide entstandenen Waldbildes Hutewald aus lockerer Eichen-, Buchen- und Hainbuchenbestockung. Hierzu werden natürlich ausscheidende Stämme in der Regel sich selbst überlassen, die Laubholz-Naturverjüngung vor Rotwildverbiss geschützt und Nadelholzpartien langfristig in Laubholzbestockung umgewandelt.
Zudem gibt es auf der Hochfläche im Südostteil des Brombergs seit 1993 den 19,6 ha großen Bannwald Silbersandgrube (Gebiets-Nr. 100066).

## Denkmäler

### Birkensee
Auf der Brombergebene liegt etwa 1,3 km östlich der Bergkuppe nordwestlich des Schutzgebiets Bannwald Silbersandgrube der kleine Birkensee. Er befindet sich am Waldweg Schaichhof Allee auf etwa 565 m Höhe. Aufgrund dort vorkommender, seltener Pflanzengesellschaften ist er seit 1993 als 2,3 ha großes Naturdenkmal Feuchtbiotop Birkensee ausgewiesen. Er ist ein Übergangsmoor im Stadium zwischen Nieder- und Hochmoor.
Im Südostteil der Brombergebene erstreckt sich seit 1993 das 3,4 ha große Naturdenkmal Altbuchenhain Kapellenberg. Es liegt oberhalb des Waldwegs Steiniger Weg auf 500 bis 535 m Höhe und enthält die Einsiedelei ehemalige Kapelle und den Kapellenbrunnen; etwas außerhalb dieses Naturdenkmals steht unterhalb des Steinigen Wegs die Haugeiche. Ebenfalls unterhalb dieses Waldwegs liegt etwa 700 m weiter nordnordöstlich nahe der Hubertuseiche seit 1993 das 0,4 ha große, langgestreckte und schmale Naturdenkmal Dolinenkette im Glashau mit 13 Dolinen.

### Sonstige
Am und auf dem Bromberg gibt es, neben zuvor erwähntem Gedenkstein zum Orkan Wiebke, alte Gedenksteine, die an Ereignisse von teils nicht bekannter Art erinnern: Dürrstein (am Steinigen Weg; nahe dem Falkenkopf), Entringer Stein (an Kreuzung von Diebsteig, Entringer Allee und Schneißenweg), Erbachstein (an Schnapsallee oberhalb vom Ochsenbach), Eselstritt (sagenumwobener Stein im Erdboden mit hufeisenförmigem Abdruck; am Eselstrittweg nahe der Gabeleiche) und Hirschstein (an Schnapsallee, nordwestlich vom Erbachstein).
Mancherorts stehen im Wald des Brombergs markante Bäume, von denen einige als Naturdenkmal (ND) ausgewiesen sind: Gabeleiche (551,9 m; am Eselstritt im Übergangsbereich zum Kirnberg), Haugeiche (unterhalb ehemaliger Kapelle), Hubertuseiche (am Steinigen Weg), Königseiche (am Kleinen Goldersbach), Linde (am Schneiderweg), Schinderbuche (östlich der Bergkuppe) und Zwei Eichen (an Degerlocher Allee). In einem Seitental oberhalb vom Ochsenbachtal befindet sich das Kulturdenkmal Römischer Töpferofen und unweit nordwestlich davon die Schnapseiche (513,2 m).